# J. J. Marine
Pour les articles homonymes, voir Marine (homonymie).
J(ean)-J(oël) Marine, nom de plume de René Charles Oppitz, né le 4 juillet 1904 à Schaerbeek en province de Brabant et mort le 18 janvier 1976 à Annecy en Haute-Savoie, est un écrivain, auteur de romans policiers et de romans d'amour belge.

## Biographie
René Charles Oppitz naît le 4 juillet 1904 à Schaerbeek, une commune bruxelloise,, fils de Charles Oppitz, joaillier, ayant un magasin de bijouterie, et d'Alice Wielmaecker. Avocat, puis journaliste, il travaille après la Seconde Guerre mondiale pour le magazine Les Bonnes Soirées.
Le 15 juillet 1921, il épouse Colette Dumont(1905-1975), petite fille de l'architecte Albert Dumont le concepteur de la station balnéaire de La Panne.
En 1928, il fait paraître Les Étapes lucides. Simples réflexions et essais inspirés par quelques idées de ce siècle et autres penseurs... aux éditions bruxelloise Le Carnet indépendant.
En 1934, il publie son premier roman policier, Trois étages et un crime. Il crée le personnage de Rik Hullens, « inspecteur expert en police technique dont les aventures, aussi minces soient-elles, ne manquent pas d'un certain charme macabre, tel Le Détective épouvanté », publié en 1941. Il est également auteur de romans d'amour et d'aventures.

### En bande dessinée
En 1962, il aborde le monde de la bande dessinée et il fait son entrée au journal Spirou comme coscénariste aux côtés de l'écrivain français Jean Portelle en écrivant Capitaine Morgan pour le dessinateur Gérald Forton, ce long récit est publié tardivement chez un petit éditeur en 2009. L'année suivante, il lance Roch Rafale pour la dessinatrice Yolande Canale avec l'épisode Le Faucon des tropiques. Il entame une nouvelle collaboration avec Gérald Forton pour lequel il écrit le scénario L'Énigme de la formule JKO2 de l'éphémère série Cyril Sinclair en 1964. La même année, il écrit le deuxième volet des aventures de Roch Rafale cette fois pour le dessinateur Jacques Metayer. Puis, il s'éloigne de la bande dessinée.

### Décès
Il meurt le 18 janvier 1976 à Annecy en Haute-Savoie, à l'âge de 71 ans.

## Œuvre

### Romans policiers
- Trois étages et un crime, Éditions de France, coll. « À ne pas lire la nuit » no 38 (1934)
- Les Deux Cadavres de M. van Dorf, Éditions Baudinière, coll. « Les Romans policiers » (1935)
- Le Fluide de la mort lente, Zorro no 19 (1936)
- À la petite cave du Bon Dieu, Les Carnets indépendants (1938) (autre titre Les Agents provocateurs)
- La Vérité qui s'enfuit, Éditions Jean Susse, coll. « Le Hibou » (1940)
- Le Chalet des lunatiques, GIG, coll. « Le Vampire » no 2 (1940)
- Le Détective épouvanté, Éditions A. Beirnaerdt, coll. « Le Jury » no 7 (1941)
- Pattes de mouche, Éditions A. Beirnaerdt, coll. « Le Jury » no 13 (1941)
- Crime devant témoins, L'Essor (1942)
- L'Énigme pastorale, L'Essor (1943) (autre titre Je ne mène pas l'enquête)
- Les Six Lunatiques du Lac de Genève, Éditions Maréchal, coll. « Le Sphinx » (1944)
- Six cocktails au Zoute, Éditions Erel, coll. « Vacances » (1954)
- La Dune aux trois mystères, Éditions Erel, coll. « Vacances » (1963)
- Le Japonais du Zoute, Éditions Erel, coll. « Vacances » (1963)

### Autres romans
- Eros devant le micro, MEPI (1943)
- La Maison du grand amour (1946)
- Les Bohèmes dans le building
- Les Secrétaires élégantes
- L'Amour en sociétés anonymes

### Poésie
- Visions des jours heureux (1923)

### Recueil de nouvelles
- La Broche à deux pointes de la reine Anne, Zorro no 24 (1937).

### Bande dessinée
- Capitaine Morgan, Éditions du Taupinambour, décembre 2009
Scénario : Jean Portelle, J. J. Marine - Dessin : Gérald Forton - Couleurs : quadrichromie
- Capitaine Morgan, Éditions Hibou, octobre 2024
Scénario : Jean Portelle, Jean-Joël Marine - Dessin : Gérald Forton - Couleurs : quadrichomie -  (ISBN 978-2-87453-160-6),Tirage limité 300 exemplaires. Numéroté au moyen d'un ex-libris justificatif collé dans l'album. Dossier introductif de 6 pages, réalisé en partie par Rémy Gallart.
- Défense d'aimer, Éditions Hibou, octobre 2024
Scénario : Jean-Joël Marine - Dessin : Gérald Forton - Couleurs : noir et blanc -  (ISBN 978-2-87453-180-4),Long récit à suivre, paru dans Bonnes Soirées du no 2007 au 2016 en 1960. Tirage limité 400 exemplaires - Numéroté au moyen d'un ex-libris justificatif collé dans l'album.

#### Livres
: document utilisé comme source pour la rédaction de cet article.
- Jean Van Hamme, Introduction à la bande dessinée belge, Bruxelles, Bibliothèque royale de Belgique, 1968, 80 p., ill. ; 26 cm (lire en ligne), p. 35[catalogue] publié à l'occasion de l'exposition La bande dessinée en Belgique, Bibliothèque Albert Ier, [Bruxelles], du 29 juin au 25 août 1968.
- Philippe Dumont, La Panne. Chronique d'un temps perdu, Bruxelles, Louis Musin éditeur, 1981, 169 p. (OCLC 1400244731), p. 17. .
- Claude Mesplède (dir.), Dictionnaire des littératures policières, vol. 2 : J - Z, Nantes, Joseph K, coll. « Temps noir », 2007, 1086 p. (ISBN 978-2-910-68645-1, OCLC 315873361), p. 300-301.